# Associazione Sportiva Casale 1938-1939
Questa pagina raccoglie le informazioni riguardanti l'Associazione Sportiva Casale nelle competizioni ufficiali della stagione 1938-1939.

## Rosa
| N. |                      | Ruolo | Calciatore           |
| -- | -------------------- | ----- | -------------------- |
|    | Italia (bandiera)    | A     | Fausto Arata         |
|    | Italia (bandiera)    | C     | Luigi Barbano        |
|    | Italia (bandiera)    | A     | Bertoni              |
|    | Italia (bandiera)    | A     | Bo                   |
|    | Italia (bandiera)    | A     | Eugenio Calleri      |
|    | Italia (bandiera)    | A     | Giuseppe Carelli     |
|    | Italia (bandiera)    | C     | Romolo Castellazzi   |
|    | Italia (bandiera)    | D     | Piero Cavasonza      |
|    | Italia (bandiera)    | C     | Giovanni De Giovanni |
|    | Italia (bandiera)    | A     | Luigi Demarchi       |
|    | Italia (bandiera)    | A     | Americo Dusio        |
|    | Italia (bandiera)    | C     | Francesco Ferrero    |
|    | Argentina (bandiera) | A     | Carlos Garavelli     |
|    | Italia (bandiera)    | A     | Carlo Garbarino      |
|    | Italia (bandiera)    | A     | Settimo Gastaldi     |
|    | Italia (bandiera)    | P     | Cesare Goffi         |
|    | Italia (bandiera)    | C     | Renzo Guzzo          |
|    | Italia (bandiera)    | A     | Riccardo Isada       |

| N. |                   | Ruolo | Calciatore            |
| -- | ----------------- | ----- | --------------------- |
|    | Italia (bandiera) | C     | Attilio Leporati      |
|    | Italia (bandiera) | C     | Francesco Marchisio   |
|    | Italia (bandiera) | C     | Oreste Menighetti (I) |
|    | Italia (bandiera) | C     | Carlo Migliaccio      |
|    | Italia (bandiera) | P     | Pietro Miglio         |
|    | Italia (bandiera) | C     | Nicola                |
|    | Italia (bandiera) | D     | Augusto Olliaro       |
|    | Italia (bandiera) | C     | Giulio Olliaro        |
|    | Italia (bandiera) | C     | Pietro Poccardi       |
|    | Italia (bandiera) | D     | Giuseppe Poggi        |
|    | Italia (bandiera) | C     | Luigi Riboni          |
|    | Italia (bandiera) | D     | Giordano Roggero      |
|    | Italia (bandiera) | A     | Francesco Rossi (II)  |
|    | Italia (bandiera) | A     | Urbano Rovida         |
|    | Italia (bandiera) | A     | Scrivano II           |
|    | Italia (bandiera) | D     | Armando Todeschini    |
|    | Italia (bandiera) | A     | Pierangelo Trinchero  |

## Risultati

### Serie B

#### Girone di andata
| Arbitro: | Limido (Milano) |

|                                               |           |  |
| Di Benedetti 27’ (rig.) Grolli 38’ Vecchi 81’ | Marcatori |  |

| Arbitro: | Magrini (Perugia) |

|                        |           |                          |
| De Marchi 5’ Isada 40’ | Marcatori | 10’ Fiorini 33’ Zuccotti |

| Arbitro: | Ronzio (Roma) |

|                                                         |           |               |
| Cominelli 14’ Salvi 24’, 27’, 77’ Ravasi 25’ Amadei 58’ | Marcatori | 64’ Garavelli |

| Arbitro: | Ceccherini (Como) |

|                             |           |           |
| Isada 20’ (rig.) Rovida 73’ | Marcatori | 62’ Palmi |

| Arbitro: | Mazza (Torre del Greco) |

|             |           |  |
| Bandini 44’ | Marcatori |  |

| Casale Monferrato 23 ottobre 1938 6ª giornata | Casale             | 0 – 0 referto | Venezia | Stadio Natale Palli\| Arbitro: \| Scorzoni (Bologna) \| |
| Arbitro:                                      | Scorzoni (Bologna) |               |         |                                                         |

| Arbitro: | Fois (Roma) |

|                                    |           |  |
| Diotallevi 53’, 63’, 75’ Volpi 81’ | Marcatori |  |

| Arbitro: | Garzena (Voghera) |

|           |           |                            |
| Arata 16’ | Marcatori | 14’, 86’ Rebuzzi 52’ Crola |

| Arbitro: | Forni (Trento) |

|                                                |           |  |
| Massiglia 37’ Ghidini 43’ Cresta 54’ Fibbi 80’ | Marcatori |  |

| Casale Monferrato 27 novembre 1938 10ª giornata | Casale          | 0 – 0 referto | Pro Vercelli | Stadio Natale Palli\| Arbitro: \| Gorini (Milano) \| |
| Arbitro:                                        | Gorini (Milano) |               |              |                                                      |

| Arbitro: | Cardinali (Milano) |

|                                                  |           |               |
| Imberti 18’ Ghiglione 23’ Frione 61’ Bertolo 72’ | Marcatori | 53’ Garavelli |

| Arbitro: | Gamba (Napoli) |

|  |           |                                       |
|  | Marcatori | 15’ Cappello IV 30’ Veratti 83’ Orzan |

| Arbitro: | Mantovani (Ferrara) |

|           |           |  |
| Rossi 19’ | Marcatori |  |

| Vigevano 8 gennaio 1939 14ª giornata | Vigevano         | 0 – 0 referto | Casale | Campo Sportivo\| Arbitro: \| Candela (Genova) \| |
| Arbitro:                             | Candela (Genova) |               |        |                                                  |

| Arbitro: | Zelocchi (Modena) |

|               |           |                         |
| Garavelli 38’ | Marcatori | 27’ Cenci 85’ Presselli |

| Arbitro: | Biancone (Roma) |

|                  |           |                                               |
| Rossi 37’ (rig.) | Marcatori | 14’ (rig.) Faccenda 56’ Niccolini 74’ Bertoni |

| Arbitro: | Fois (Roma) |

|            |           |  |
| Celant 62’ | Marcatori |  |

#### Girone di ritorno
| Arbitro: | Mazza (Torre del Greco) |

|  |           |                       |
|  | Marcatori | 20’ Vecchi 63’ Grolli |

| Arbitro: | Rizzo (Messina) |

|                       |           |  |
| Torti 5’ Cristina 22’ | Marcatori |  |

| Casale Monferrato 19 febbraio 1939 20ª giornata | Casale            | 0 – 2 A tav. referto | Atalanta | Stadio Natale Palli\| Arbitro: \| Ceccherini (Como) \| |
| Arbitro:                                        | Ceccherini (Como) |                      |          |                                                        |

| Arbitro: | Stecig (Fiume) |

|                                                  |           |            |
| Villotti 12’ Poggipollini 42’, 82’ Belardini 62’ | Marcatori | 77’ Rovida |

| Arbitro: | Scotto (Savona) |

|  |           |             |
|  | Marcatori | 37’ Gambini |

| Arbitro: | Siino (Palermo) |

|                                      |           |  |
| Alberti 7’ Lombardi 40’ Corbelli 86’ | Marcatori |  |

| Arbitro: | Leoni (Milano) |

|  |           |               |
|  | Marcatori | 34’ Meregalli |

| Arbitro: | Ferorelli |

|                                     |           |  |
| Longhi 55’ Crola 79’ De Manzano 86’ | Marcatori |  |

| Arbitro: | Gorini (Milano) |

|             |           |            |
| Calleri 89’ | Marcatori | 78’ Parodi |

| Arbitro: | Anceschi |

|                         |           |  |
| Biraghi 18’ Barbero 62’ | Marcatori |  |

| Arbitro: | Zamboni |

|  |           |                    |
|  | Marcatori | 49’, 85’ Ghiglione |

| Arbitro: | Macchi |

|                                  |           |  |
| Cappello 32’, 81’ Orzan 46’, 72’ | Marcatori |  |

| Arbitro: | Gianni |

|                                                                          |           |  |
| Castellazzi 24’ (aut.) Begnin 47’ Icardi 58’, 61’, 65’, 85’ Bonesini 75’ | Marcatori |  |

| Arbitro: | Valecchi |

|  |           |                                          |
|  | Marcatori | 58’ (rig.), 61’ (rig.) Zanello 86’ Cocci |

| Arbitro: | Nocentini (Palermo) |

|                                                          |           |  |
| Valese 15’ Presselli 55’, 80’ Canazza 83’ Bergonzini 87’ | Marcatori |  |

| Arbitro: | Camiolo (Milano) |

|                                                                                 |           |  |
| Mongero 6’, 80’ (rig.) Ciferri 14’, 69’ Bertoni II 46’, 82’ Ponzinibio 51’, 65’ | Marcatori |  |

| Arbitro: | De Benedetti |

|  |           |             |
|  | Marcatori | 87’ Ferrara |

### Coppa Italia
| Arbitro: | Ceccherini (Como) |

|                 |           |        |
| Pagliano Degara | Marcatori | Nicola |

## Statistiche

### Statistiche di squadra
| Competizione | Punti | In casa | In casa | In casa | In casa | In casa | In casa | In trasferta | In trasferta | In trasferta | In trasferta | In trasferta | In trasferta | Totale | Totale | Totale | Totale | Totale | Totale | DR  |
| Competizione | Punti | G       | V       | N       | P       | Gf      | Gs      | G            | V            | N            | P            | Gf           | Gs           | G      | V      | N      | P      | Gf     | Gs     | DR  |
| ------------ | ----- | ------- | ------- | ------- | ------- | ------- | ------- | ------------ | ------------ | ------------ | ------------ | ------------ | ------------ | ------ | ------ | ------ | ------ | ------ | ------ | --- |
| Serie B      | 9     | 17      | 2       | 4       | 11      | 9       | 27      | 17           | 0            | 1            | 16           | 3            | 61           | 34     | 2      | 5      | 27     | 12     | 88     | -76 |
| Coppa Italia |       | -       | -       | -       | -       | -       | -       | 1            | 0            | 0            | 1            | 1            | 2            | 1      | 0      | 0      | 1      | 1      | 2      | -1  |
| Totale       |       | 17      | 2       | 4       | 11      | 9       | 27      | 18           | 0            | 1            | 17           | 4            | 63           | 35     | 2      | 5      | 28     | 13     | 90     | -77 |

### Statistiche dei giocatori
| Giocatore      | Serie B  | Serie B | Coppa Italia | Coppa Italia | Totale   | Totale |
| Giocatore      | Presenze | Reti    | Presenze     | Reti         | Presenze | Reti   |
| -------------- | -------- | ------- | ------------ | ------------ | -------- | ------ |
| F. Arata       | 3        | 1       | ?            | ?            | 3+       | 1+     |
| L. Barbano     | 11       | 0       | ?            | ?            | 11+      | 0+     |
| Bertoni        | 3        | 0       | ?            | ?            | 3+       | 0+     |
| Bo             | 6        | 0       | ?            | ?            | 6+       | 0+     |
| E. Boltri      | 6        | 0       | ?            | ?            | 6+       | 0+     |
| E. Calleri     | 10       | 1       | ?            | ?            | 10+      | 1+     |
| G. Carelli     | 4        | 0       | ?            | ?            | 4+       | 0+     |
| R. Castellazzi | 2        | 0       | ?            | ?            | 2+       | 0+     |
| P. Cavasonza   | 20       | 0       | ?            | ?            | 20+      | 0+     |
| G. De Giovanni | 8        | 0       | ?            | ?            | 8+       | 0+     |
| L. Demarchi    | 16       | 1       | ?            | ?            | 16+      | 1+     |
| A. Dusio       | 11       | 0       | ?            | ?            | 11+      | 0+     |
| F. Ferrero     | 29       | 0       | ?            | ?            | 29+      | 0+     |
| C. Garavelli   | 22       | 3       | ?            | ?            | 22+      | 3+     |
| C. Garbarino   | 14       | 0       | ?            | ?            | 14+      | 0+     |
| S. Gastaldi    | 5        | 0       | ?            | ?            | 5+       | 0+     |
| C. Goffi       | 17       | -?      | ?            | ?            | 17+      | 0+     |
| R. Guzzo       | 10       | 0       | ?            | ?            | 10+      | 0+     |
| R. Isada       | 27       | 2       | ?            | ?            | 27+      | 2+     |
| A. Leporati    | 2        | 0       | ?            | ?            | 2+       | 0+     |
| F. Marchisio   | 15       | 0       | ?            | ?            | 15+      | 0+     |
| O. Menighetti  | 9        | 0       | ?            | ?            | 9+       | 0+     |
| C. Migliaccio  | 9        | 0       | ?            | ?            | 9+       | 0+     |
| P. Miglio      | 17       | -?      | ?            | ?            | 17+      | 0+     |
| Nicola         | 1        | 0       | ?            | ?            | 1+       | 0+     |
| A. Olliaro     | 9        | 0       | ?            | ?            | 9+       | 0+     |
| G. Olliaro     | 3        | 0       | ?            | ?            | 3+       | 0+     |
| P. Poccardi    | 9        | 0       | ?            | ?            | 9+       | 0+     |
| G. Poggi       | 8        | 0       | ?            | ?            | 8+       | 0+     |
| L. Riboni      | 8        | 0       | ?            | ?            | 8+       | 0+     |
| G. Roggero     | 26       | 0       | ?            | ?            | 26+      | 0+     |
| F. Rossi       | 10       | 2       | ?            | ?            | 10+      | 2+     |
| U. Rovida      | 16       | 2       | ?            | ?            | 16+      | 2+     |
| Scrivano II    | 3        | 0       | ?            | ?            | 3+       | 0+     |
| A. Todeschini  | 4        | 0       | ?            | ?            | 4+       | 0+     |
| P. Trinchero   | 1        | 0       | ?            | ?            | 1+       | 0+     |